# Robert Sammut
 (mai 2009).
Si vous disposez d'ouvrages ou d'articles de référence ou si vous connaissez des sites web de qualité traitant du thème abordé ici, merci de compléter l'article en donnant les références utiles à sa vérifiabilité et en les liant à la section « Notes et références ».
Robert Sammut (né le 17 octobre 1869 à Floriana, Malte, et mort le 26 mai 1934 à Sliema, Malte), médecin de profession, est le compositeur de l'hymne national maltais L-Innu Malti.

## Biographie
Robert Sammut a étudié à l'université de Malte où il reçut son doctorat en médecine. Il suivit plusieurs autres études à Édimbourg et il devient, plus tard, professeur de pathologie.
Sammut joua dans un orchestre et il y écrivit les mélodies des chansons. Un groupe de musiciens près du roi prit cette musique et Dun Karm Psaila, le poète national, y inséra les paroles. Ceci fut la genèse de l'hymne national maltais, lequel fut joué pour la première fois en public au Théâtre Manoel en 1919.